# Miss Austen Regrets
Miss Austen Regrets ist eine britische Filmbiografie über Jane Austen aus dem Jahr 2008. Das Drehbuch schrieb Gwyneth Hughes, basierend auf Jane Austens Briefen und Tagebüchern, Regie führte Jeremy Lovering, und in den Hauptrollen sind Olivia Williams und Hugh Bonneville zu sehen. Im Gegensatz zu der Verfilmung Geliebte Jane aus dem Jahre 2007, die den Fokus auf ihre jungen Jahre und ihre ersten Schritte als Schriftstellerin setzt, behandelt dieser BBC-produzierte Fernsehfilm ihre Zeit als 40-jährige, alleinstehende Frau, die bereits ihre ersten drei Romane veröffentlicht hatte.
In den USA wurde der Film erstmals am 3. Februar 2008 vom Sender PBS ausgestrahlt, in Großbritannien sendete ihn die BBC 1 am 27. April 2008, und in Deutschland lief er als Zweiteiler unter dem Namen Miss Austen Regrets – Die Liebe ihres Lebens auf dem Pay-TV-Sender RTL Passion am 12. August 2010.

## Handlung
Die erfolgreiche Schriftstellerin Jane Austen, die bereits ihre Romane Verstand und Gefühl, Stolz und Vorurteil und Mansfield Park veröffentlicht hat, ist mittlerweile fast 40 Jahre alt, aber lebt unverheiratet mit ihrer Mutter und älteren Schwester in einem kleinen Cottage in Hampshire. Ihre Nichte Fanny, die kürzlich erst ihre Mutter verloren hat, bittet sie, nach Kent zu kommen, um ihr bei der Suche nach einem Ehemann zu helfen, da ja Jane durch ihre Bücher zu einer Fachfrau über die große Liebe geworden ist. Das Wiedersehen mit ihrem ehemaligen Verehrer, Reverend Brook Bridges, und die Verwirrungen um ihre Nichte Fanny lassen Jane bewusst werden, dass auch sie noch nicht den Richtigen gefunden hat.
Sie möchte sich mehr ihrer Karriere widmen und mit dem Schreiben ihren Unterhalt verdienen, zum Unmut ihrer Brüder, die das nicht als schicklich ansehen. In London scheinen die Verhandlungen um ihren neuen Roman Emma mit ihrem Verleger nicht erfolgreich zu sein, bis der Arzt Dr. Charles Haden einen Kontakt zum Kronprinzen vermitteln kann. Ihr weiteres Buch Persuasion kann sie nur mit Mühe fertigstellen, da sie schon bald ernsthaft erkrankt.

### Kapitel
Manydown House 1802
Als Jane und Cassandra Austen bei der befreundeten Familie Bigg übernachten, hält der älteste Sohn Mr Harris Bigg überraschend um Janes Hand an. Völlig überwältigt willigt sie erst ein, doch nach langer Unterredung mit ihrer Schwester widerruft sie ihre Zusage am nächsten Morgen, und sie reisen überstürzt ab.
12 Jahre später – Hampshire
Auf der Hochzeit ihrer Nichte Anna Austen trifft Jane nach langer Zeit auch ihre andere Nichte Fanny Knight, die nun auch schon im heiratsfähigen Alter ist und ausschließlich von ihrem Verehrer zu berichten weiß. Da sich Fanny besonders um Ratschläge ihrer berühmten Tante bemüht, versucht Jane eine Kostprobe ihrer Flirtkunst zu geben, doch Pfarrer Papillon wird so verlegen, dass ihre ältere Schwester Cassandra einschreiten muss.
Fanny überredet ihren Vater, Tante Jane zu sich nach Hause einzuladen, denn sie möchte ihr Mr Plumptre vorstellen und sie um Rat fragen, ob sie eine Ehe mit ihm in Betracht ziehen sollte. Auf der Fahrt nach Kent wird Jane von ihrem Bruder Edward gebeten, anstelle der kürzlich verstorbenen Mutter Fanny gut überlegte Ratschläge zu geben.
Auf Godmersham – Anwesen der Knights
Fannys Verehrer wird umgehend auf Edwards Anwesen eingeladen, doch schon bald gibt es nur noch ein Gesprächsthema: Miss Austens bisher veröffentlichte Bücher. Der zutiefst fromme Mr Plumptre kann es nicht gutheißen, dass die Pfarrer-Figuren so lächerlich dargestellt werden.
Am Tag darauf trifft Jane einen früheren engen Freund und Verehrer, Reverend Brook Bridges, der für ein paar Tage seine Heimat besucht, während seine kranke Ehefrau auf Kur ist. Auch er ist auf die Abend- und Tanzgesellschaft eingeladen, doch der Parlamentsabgeordnete Mr Lushington nimmt Jane allein in Beschlag, da er ein tiefer Bewunderer ihrer Werke Verstand und Gefühl, Stolz und Vorurteil und Mansfield Park ist. Dabei verrät sie ihren Plan, ein weiteres Buch namens Emma herauszugeben. Spät in der Nacht spaziert sie beschwipst mit ihrer Nichte im Garten umher, und sie begutachten die Männer beim Kartenspiel durch das Fenster. Ausgerechnet Reverend Bridges entdeckt die beiden und muss Jane wegen ihres unziemlichen Benehmens zurechtweisen.
Als Jane einige Tage darauf ihrem Bruder erzählt, sie habe Probleme mit ihrem Verleger Mr Edgerton, weil er ihr nicht genügend für den neuen Roman Emma bezahlen wolle, entgegnet Edward, sie solle doch als Frau keiner Arbeit nachgehen, denn nur durch ihren Stolz habe sie nun mit vierzig Jahren noch immer keinen Ehemann. Außerdem teilt er ihr seine Sorgen mit, denn wegen einer Erbschaftsklage drohe ihm der Verlust der Hälfte seines Besitzes, d. h. auch das Anwesen in Hampshire.
Anstatt Erholung im Park zu finden, überstürzen sich auch dort die Ereignisse. Erst trifft sie Reverend Bridges, der sein großes Bedauern äußert, dass damals keine eheliche Verbindung zustande kam, denn er hätte gerne für sie und ihre Familie gesorgt und sie sogar beim Schreiben ihrer Romane unterstützt. Kurz darauf muss sie sich Vorwürfe ihrer Nichte Fanny anhören, denn Mr Plumptre verließ im letzten Moment der Mut zu einem Heiratsantrag. Jane kann sie auch nicht mit tröstenden Worten und Geschichten über ihre eigene fehlgeschlagene Romanze mit Tom Lefroy beruhigen.
Angesichts der Bedrohung ihrer Existenz entschließt sich Jane, nicht mit ihrem Schicksal zu hadern, sondern noch entschlossener an ihrem neuen Roman mit der Heldin Anne Elliot zu arbeiten, um der finanziellen Abhängigkeit von ihrem Bruder entgegenzuwirken.
London 1815
In London besucht sie ihren anderen Bruder, den Bankier Henry Austen, um mit seiner Hilfe einen vorteilhaften Vertrag für die Erscheinung von Emma auszuhandeln. Der Verleger John Murray hingegen stellt zur Bedingung, all ihre Bücher pauschal für 450 Pfund zu honorieren, was Jane keinesfalls hinnehmen will.
Als Henry ernsthaft erkrankt, nimmt Dr. Charles Haden regelmäßige Besuche vor, um ihn zu behandeln. Dieser gibt sich als ein aufrichtiger Bewunderer von Miss Austens Romanen zu erkennen und lässt keine Gelegenheit aus, seine Meinung mit ihr auszutauschen. Jane fühlt sich sehr geschmeichelt von diesen vielen Aufmerksamkeiten.
Über einen seiner Kollegen vermittelt er eine Einladung vom Prinzregenten, denn auch jener schätzt sie als hervorragende Schriftstellerin. Trotz ihrer persönlichen Vorbehalte nimmt sie diese an, um eine bessere Verhandlungsbasis beim Verleger zu haben. Im Palast des Prinzregenten wird sie allerdings nur von seinem Bibliothekar James Stanley Clarke empfangen, der Miss Austen den Vorschlag unterbreitet, in ihrem neuen Roman eine Widmung für den Prinzregenten aufzunehmen.
Das Dinner wird zu einer feierlichen Runde, da nicht nur der geladene Dr. Haden, sondern auch die überraschend angereiste Fanny zu Gast ist. Im Verlaufe des Abends muss aber Jane zunehmend erkennen, dass der Liebreiz und jugendliche Charme ihrer Nichte einnehmender ist als ihr Witz und Esprit. Des Nachts, als Jane nicht schlafen kann, trifft sie am Kaminfeuer Madame Bigeon, die französische Haushälterin. Sie erzählt ihr von dem großen Erfolg und Beliebtheit des neu erschienenen Romans Raison et Sentiments (Verstand und Gefühl) in Frankreich.
Hampshire 1817
Anlässlich der Taufe von Anna Lefroys erster Tochter kommt erneut die Familie Austen zusammen. Die Familienidylle ist nicht von langer Dauer. Fanny einerseits hält ihrer Tante immer noch vor, dass sie Mr Plumptre lächerlich gemacht und somit einen Heiratsantrag vereitelt hat. Henry dagegen verlautet, dass er bankrott sei und dadurch auch Edward, der mit über 20.000 Pfund gebürgt hat, Schaden davontragen werde. Aufgebracht über dieses Unglück, lässt Mrs Austen ihren Zorn an Jane aus. Sie wirft ihr vor, die damals hervorragende Gelegenheit, finanziell abgesichert zu sein, nicht genutzt zu haben und somit auch für die ärmliche Existenz ihrer Mutter und Schwester verantwortlich zu sein.
Für Jane wird es immer anstrengender, ihren Roman Persuasion fertigzustellen, da sie gegen die Symptome einer ernsthaften Krankheit ankämpfen muss. Sie hat sich dennoch vorgenommen, noch einen finanziellen Beitrag für Cassandra und ihre Mutter beizusteuern. Als Jane immer kränklicher und schwächer wird, zieht sie auf Anraten des Doktors nach Winchester.
Kent 1820
Drei Jahre nach Jane Austens Tod heiratet Fanny den Witwer mit sechs Kindern, wie ihre Tante zu scherzen pflegte. Bei einem abendlichen Gespräch gesteht Cassandra, wie sehr sie ihre Schwester vermisst. Um sie in ehrwürdiger Erinnerung zu behalten, beschließt sie, einige intime Briefe von Jane zu verbrennen.

### Besetzung
| Rolle                | Verbindung / Beruf                                    | Darsteller       | deutsche Synchronstimme |
| -------------------- | ----------------------------------------------------- | ---------------- | ----------------------- |
| Jane Austen          | Schriftstellerin                                      | Olivia Williams  | Katrin Decker           |
| Cassandra Austen     | Janes ältere Schwester                                | Greta Scacchi    | Traudel Sperber         |
| Mrs. Austen          | Janes verwitwete Mutter                               | Phyllida Law     | Marianne Bernhardt      |
| Fanny Knight         | Janes Nichte, Edwards Tochter                         | Imogen Poots     | Katharina von Keller    |
| Edward Austen-Knight | Janes älterer Bruder, Gutsbesitzer                    | Pip Torrens      | Wolf Frass              |
| Henry Austen         | Janes Bruder, Bankier                                 | Adrian Edmondson | Volker Hanisch          |
| Brook Bridges        | Janes ehemaliger Verehrer, Reverend                   | Hugh Bonneville  | Gerhard Hinze           |
| Mr. John Plumptre    | Fannys Verehrer, angehender Jurist                    | Tom Hiddleston   | Patrick Bach            |
| Mr. Lushington MP    | Janes Bewunderer in Godmersham, Abgeordneter          | Tom Goodman-Hill |                         |
| Charles Haden        | Janes Bekanntschaft in London, Arzt                   | Jack Huston      | Robert Kotulla          |
| Harris Bigg          | Janes Verlobter für einen Tag, Erbe von Manydown Park | Samuel Roukin    |                         |
| Charles Papillon     | Pfarrer in Ashe                                       | Harry Gostelow   |                         |
| Anna Lefroy          | Janes Cousine in Ashe                                 | Sally Tatum      |                         |
| Madame Bigeon        | Haushälterin von Henry Austen                         | Sylvie Herbert   | Isabella Grothe         |
| Reverend Clarke      | Bibliothekar des Kronprinzen                          | Jason Watkins    |                         |

## Drehorte

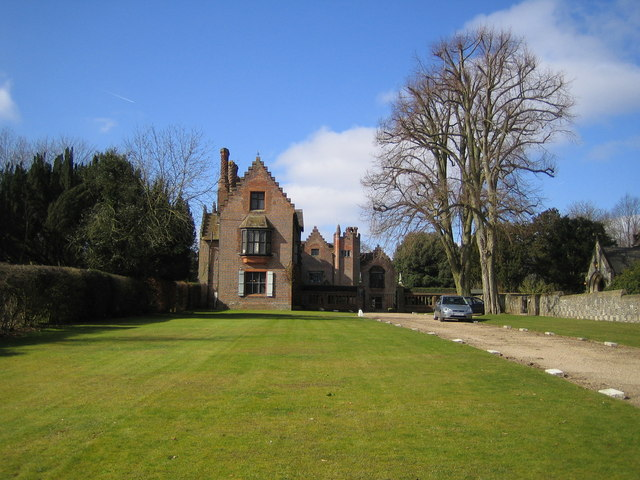
Chenies Manor House.

- Chenies Manor House in Chenies (in der Grafschaft Buckinghamshire)

Dieses Herrenhaus steht unter Denkmalschutz der Stufe I und ist ein beliebter Drehort für historische bzw. Literaturverfilmungen. Hier wurden die Außenaufnahmen von Jane Austens Zuhause, dem Chawton-House, gedreht. In und vor der Kirche auf demselben Anwesen wurden die Szenen von Anne Lefroys Hochzeit bzw. der Taufe von Anne Lefroys Tochter gedreht.
- Hall Barn in Beaconsfield (in der Grafschaft Buckinghamshire)

Hier finden in den Frühlings- und Sommermonaten die bekannten Open-Air Festspiele der Chiltern Shakespeare Company statt. Für den Film stellte dieses stattliche Herrenhaus mit seiner großen Parkanlage das Gut Godmersham von Jane Austens Bruder Edward dar.
- Syon House in Brentford (in der Grafschaft Middlesex)

Dieser Palast im klassizistischen Baustil diente schon vielen Film- und Fernsehproduktionen als Drehort. In Miss Austen Regrets stellt es das Londoner Anwesen des Prinzregenten dar, in dem sie von seinem Bibliothekar empfangen wird.

## Kritik
Das Lexikon des internationalen Films urteilt, dass es sich um einen „liebevoll inszenierte[n] und überzeugend gespielte[n] Film“ handle.

## Auszeichnungen
- 2009: British Academy Television Award in der Kategorie Best Make Up & Hair Design für Christine Walmesley-Cotham
- 2008: WGGB Award (Writers’ Guild of Great Britain) in der Kategorie Short Form TV Drama für Gwyneth Hughes